# 8061 Gaudium
8061 Gaudium este un asteroid din centura principală de asteroizi.

## Descriere
8061 Gaudium este un asteroid din centura principală de asteroizi. A fost descoperit pe 27 octombrie 1975 la Zimmerwald de Paul Wild. El prezintă o orbită caracterizată de o semiaxă mare de 3,18 ua, o excentricitate de 0,18 și o înclinație de 2,2° în raport cu ecliptica.